# Borís Aràpov
Borís Aleksàndrovitx Aràpov, rus: Бори́с Алекса́ндрович Ара́пов (Sant Petersburg, 12 de setembre de 1905 – ibid. 27 de gener de 1992), fou un compositor rus.

## Biografia
Arapow va créixer a Poltava i allà va rebre les seves primeres lliçons de música. Al principi va aspirar a ser pianista. Així, quan va tornar a Petrograd el 1921, va prendre classes de piano amb Maria Iúdina. Tanmateix, un trastorn de la mà el va obligar a renunciar a aquesta aspiració professional. El 1923 va començar a estudiar composició al Conservatori de Leningrad, on va rebre lliçons de Vladimir Shcherbachev, entre d'altres. Fins i tot abans d'acabar els estudis l'any 1930, ell mateix treballava com a professor. Del 1927 al 1932 va ser professor a l'Escola Central de Tecnologia Musical i el 1929/30 a l'Institut Estatal d'Història de l'Art. Després dels seus estudis, Arapov es va quedar al Conservatori de Leningrad i es va convertir en professor, i després professor el 1940. Del 1944 al 1948 va tenir classe pròpia de composició i fins i tot va ser interinament (1945/46) sotsdirector. El 1951 va esdevenir cap de la facultat d'orquestració, 1976 la facultat de composició. Arapov, que va ensenyar fins al final de la seva vida, va tenir estudiants destacats, com Serguei Slonimski i Gennadij I Banscikov. Entre els guardons que se li atorguen hi ha el títol d'"Artista del Poble de la RSFSR" (1976) i l'Ordre de Lenin (1986). El 27 de gener de 1992 també s'indica ocasionalment com a data de la mort.

## Estil
Arapow inicialment es va orientar cap a l'estil compositiu desitjat oficialment i va treballar principalment amb elements d'estil nacional. No només es va limitar al folklore rus, sinó que fins i tot va incloure música de l'Extrem Orient a les seves obres. Al voltant de 1960, però, Arapov va començar a utilitzar la tradició amb més llibertat. El seu estil es va fer notablement més dur i va posar més èmfasi en l'experimentació. Arapow va utilitzar harmonies, ritmes i timbres exquisits més complicats i va prescindir en gran part del caràcter folklòric. Ara escollia sovint obres de la literatura mundial com a temes. No poques vegades crida l'atenció un ús molt gran i molt diferenciat dels aparells de percussió. Tot i que els seus últims treballs tenen una base tonal bàsica, el contingut de dissonància d'aquestes composicions és força elevat. En les seves últimes obres, Arapov va afegir un toc completament nou a la seva obra incorporant temes religiosos. Els seus alumnes van apreciar Arapov per la seva obertura a les innovacions musicals.

## Treballs
Treballs orquestrals
- - Sinfonie Nr. 1 c-moll (1947)
  - Sinfonie Nr. 2 "Freies China" (1959)
  - Sinfonie Nr. 3 (1963)
  - Sinfonie Nr. 4 für Sprecher, 2 Soli, 2 Chöre und Orchester (1975)
  - Sinfonie Nr. 5 (1981)
  - Sinfonie Nr. 6 "Triptychon" für Sprecher, 3 Soli, Chor und Orchester (1983)
  - Sinfonie Nr. 7 (1991)
  - Konzert für Orchester (1969)
  - "Tadschikische Suite" (1938)
  - "Russische Suite" (1951)
  - Violinkonzert (1963/64)
  - Konzert für Violine, Klavier, Schlagzeug und Kammerorchester (1973)
  - "Die Offenbarung des Johannes" für Violoncello, Klavier, Schlagzeug und Streichorchester (1989)

Obres escèniques i altres músiques vocals
- - "Hodscha Nasreddin", komische Oper nach Leonid Solowjow (1944)
  - "Die Fregatte 'Sieg'", Oper nach Alexander Puschkin (1959)
  - "Regen", Kammeroper nach William Somerset Maugham (1967)
  - "Das Bildnis des Dorian Gray", Ballett nach Oscar Wilde (1971)
  - "Die vier Jahreszeiten", Liederzyklus nach japanischen Haikus für Sopran, Tenor und Nonett (1978)
  - weitere Liederzyklen

Música de cambra
- - Trio auf mongolische Themen für Klarinette, Viola und Klavier (1938)
  - Violinsonate (1978)
  - Violoncellosonate (1985)
  - Hornsonate (1981)
  - Sonate für Violine solo (1930)
  - Quintett für Oboe, Horn, Harfe, Viola und Violoncello (1979)
  - Dezimett (1986)

Piano
- - Klaviersonate Nr. 1 (1970)
  - Klaviersonate Nr. 2 (1976)
  - Klaviersonate Nr. 3 (1987)
  - Klaviersonate Nr. 4 (1990)
  - Klaviersonate Nr. 5 "De profundis" (1992)
  - mehrere Zyklen Klavierstücke

Bandes sonores
- - 1943: Nasreddin in Buchara (Nasreddin w Buchare)